# Jos Brink-prijs
De Jos Brink Prijs is een lhbti+-emancipatieprijs die in 2008 door de Nederlandse rijksoverheid in het leven is geroepen. De prijs wordt elke twee jaar uitgereikt en is vernoemd naar de homoseksuele acteur, cabaretier en schrijver Jos Brink (1942-2007). 
Tezamen met de Jos Brink Oeuvre Prijs wordt sinds 2011 elke twee jaar ook de Jos Brink Innovatie Prijs uitgereikt. In 2015 werd echter alleen deze laatste prijs uitgereikt.

## Algemeen
De Jos Brink Prijs prijs is een initiatief van het Ministerie van Onderwijs, Cultuur en Wetenschap, waar emancipatie onder valt, en wordt iedere twee jaar toegekend aan een persoon of organisatie die zich inzet voor de acceptatie van lesbiennes, homoseksuelen, biseksuelen, transgender en intersekse personen.
De uitreiking vindt plaats op of rond 17 mei, de Internationale Dag tegen Homofobie, Bifobie, Transfobie en Interseksefobie. De winnaar ontvangt een bedrag van tienduizend euro en een kunstwerk.
Na de instelling van de Jos Brink Prijs stopte de Gay Krant met de Gay Krant Award, die van 1992 t/m 2006 vijfmaal uitgereikt was aan personen die zich hadden ingezet voor de homo-emancipatie.
De Jos Brink Innovatie Prijs is een "aanmoedigingsprijs voor een persoon of organisatie, die zich op inspirerende wijze inzet of recentelijke ingezet heeft voor de verbetering van acceptatie en veiligheid van LHBTI’s in de samenleving". Deze prijs bestaat uit een geldbedrag van 1000,- euro en een kunstwerk.

## 2009
In 2009 bestond de jury voor de Jos Brink Prijs uit Wim van de Camp (voorzitter), Sonja Barend, Claudia de Breij, Sophie Hilbrand en Erwin Olaf.

### Oeuvreprijs: Henk Krol
Op 17 mei 2009 werd de eerste Jos Brink Oeuvre Prijs uitgereikt aan Henk Krol, oprichter en hoofdredacteur van de Gay Krant, omdat hij "in doel, werkwijze en resultaten een fundamentele bijdrage levert en heeft geleverd aan de bevordering van de sociale acceptatie van homoseksuelen in Nederland," aldus de jury.
Andere genomineerden waren de groep mensen die zich hard maakte voor de invoering van het homohuwelijk (bestaande uit Jan Wolter Wabeke, Kees Waaldijk, Loes Gijbels, Frans Stello, Henk Krol en Gerard Kuijpers), D66-politicus Boris Dittrich, de stichting PANN, die in 2009 40 jaar bestond, en de vereniging Orpheus, die mensen helpt die een heteroseksuele relatie hebben, maar ook homoseksuele of biseksuele gevoelens hebben.

### Aanmoedigingsoorkonde: rcth
Naast de Oeuvreprijs reikte minister Plasterk een aanmoedigingsoorkonde uit aan het Rotterdams Centrum voor Theater (rcth) voor het bespreekbaar maken van homoseksualiteit op scholen in de regio Rotterdam door middel van de educatieve theatervoorstelling 'Seks in de stad'. Dit goede praktijkvoorbeeld verdiende het volgens de jury om aangemoedigd te worden. Deze uitzonderlijke oorkonde werd door Paul Röttger in ontvangst genomen namens het rcth.

## 2011

### Oeuvreprijs: COC
In 2011 werd voor de tweede keer de Jos Brink Oeuvre Prijs uitgereikt. Dit keer aan alle vrijwilligers van homobelangenorganisatie COC. De jury sprak lovend over de tomeloze inzet van vrijwilligers van het COC in de afgelopen decennia. "Sinds de Tweede Wereldoorlog zetten vrijwilligers van het COC zich in voor de homo-emancipatie in Nederland. Hun gezamenlijke werk heeft in hoge mate bijgedragen en draagt nog steeds bij aan de verbetering van de sociale acceptatie van LHBTI's in Nederland. In meer dan twintig afdelingen en ook op landelijk niveau zijn de vrijwilligers van 's werelds oudste LHBTI-vereniging actief. Zij doen dat op eigen kracht en volstrekt belangeloos. De concrete activiteiten bestrijken een breed scala, zijn zeer divers en veel omvattend. De vrijwilligers hebben het COC gemaakt tot een onlosmakelijk en zeer beeldbepalend element van ons land. 'COC' is voor het algemene publiek een begrip geworden. Hun werk heeft bijgedragen aan de internationale voortrekkersrol van Nederland op dit gebied."
Genomineerden waren deze keer de Vereniging Orpheus, D66-politicus Boris Dittrich en alle vrijwilligers van het COC.

### Innovatieprijs: Ahmed Marcouch
Naast de Jos Brinkprijs werd in 2011 voor het eerst de LHBTI-Innovatieprijs toegekend, en wel aan de Amsterdamse PvdA-politicus Ahmed Marcouch. In haar inleidende speech sprak minister Marja van Bijsterveldt over het Nederlands homobeleid naar 'Dutch design'.

## 2013
In 2013 bestond de jury uit Sara Kroos (voorzitter), Karin Bloemen, Arthur Japin, Jörgen Raymann en Rik van de Westelaken.

### Oeuvreprijs: Boris Dittrich
Op 17 mei 2013 werd de Jos Brinkprijs voor de derde maal uitgereikt en wel aan oud D66-politicus Boris Dittrich. In theater Dilligentia in Den Haag kreeg hij de prijs overhandigd door minister van Onderwijs, Cultuur en Wetenschap Jet Bussemaker. In het juryrapport stond onder meer: "In zijn aanpak schuwt Boris Dittrich niet zijn opponenten. In zijn missie verstaat hij zich met slachtoffers in het veld en politici en regeringsleiders. Bovendien toont hij zich een mensenrechtenverdediger en effectief diplomaat tegelijk."

### Innovatieprijs: Döne Fil
De tweede LHBTI-Innovatieprijs werd in dit jaar uitgereikt aan Döne Fil, die via de stichting Elance probeert om vrouwen en jongeren te stimuleren ongeacht hun seksuele geaardheid. Döne Fil is tevens lid van het initiatief Respect2Love van het COC. De prijs viel haar ten deel vanwege de "moed en durf waarmee zij dit voor velen nog gevoelige onderwerp bespreekbaar maakt".

## 2015
In plaats van beide prijzen werd in 2015 alleen de Jos Brink Innovatie Prijs uitgereikt. 

### Innovatieprijs: Gelijk = Gelijk
De derde LHBTI-Innovatieprijs werd op 17 mei 2015 in de Koninklijke Schouwburg in Den Haag door minister Bussemaker uitgereikt aan het initiatief "Gelijk = Gelijk", een lesprogramma waarbij drie joodse, islamitische en homoseksuele jongeren samen op basisscholen voor de klas om via verhalen vooroordelen te bestrijden.

## 2017
In 2017 werden de Jos Brink-prijzen op zondag 21 mei uitgereikt in het Oude Luxor Theater in Rotterdam, tijdens een feestelijk programma met optredens van o.a. Carolina Dijkhuizen, Jordan Roy, Esmee Dekker, Béla Becht en Nina de la Croix. 

### Oeuvreprijs: Ellie Lust
De Jos Brink Oeuvre Prijs werd uitgereikt aan de Amsterdamse politiewoordvoerster Ellie Lust. 

### Innovatieprijs: BeyonG Veldkamp
De Jos Brink Innovatie Prijs ging in 2017 naar BeyonG Veldkamp, een transgender activiste die onder meer deelnam aan het EO televisieprogramma Love me gender. 

## 2019
In 2019 werden de Jos Brink-prijzen op zondag 19 mei uitgereikt door minister Ingrid van Engelshoven van Emancipatiezaken in de Stadsschouwburg Haarlem. De jury bestond dit jaar uit Peter van der Vorst (voorzitter), Rutger Vink, Loiza Lamers, Saskia Keuzenkamp en Souad Boumedien.

### Oeuvreprijs: Joke Swiebel
De Jos Brink Oeuvre Prijs werd uitgereikt aan activiste en politica Joke Swiebel, die onder meer in 1969 op het Binnenhof de eerste Nederlandse homodemonstratie organiseerde. De twee andere genomineerden waren acteur en cabaretier Paul Haenen en artiest Dolly Bellefleur. 

### Innovatieprijs: Bowi Jong
De Jos Brink Innovatie Prijs ging naar de student Bowi Jong, die zich inzet tegen homofobie in de voetbalwereld.

## 2021
In 2021 werden de Jos Brink-prijzen op zondag 30 mei uitgereikt door demissionair minister Ingrid van Engelshoven tijdens een livestream vanuit het DeLaMar Theater in Amsterdam. De jury bestond dit jaar uit Ellie Lust, Hanna van Vliet, Afiah Vijlbrief, Thorn Roos de Vries en Pete Wu.

### Oeuvreprijs: Glenn Helberg
De Jos Brink Oeuvre Prijs werd uitgereikt aan psychiater en activist Glenn Helberg die zich al decennia lang inzet voor de Arubaanse en Antilliaanse lhbti-beweging. 

### Innovatieprijs: Naomie Pieter
De Jos Brink Innovatie Prijs ging naar Naomie Pieter, die onder actief is als antiracisme en queeractivist en feesten voor lesbische vrouwen organiseert.

## 2023
In 2023 werden de Jos Brink-prijzen op zondag 4 juni uitgereikt in het DeLaMar Theater in Amsterdam. 

### Oeuvreprijs: Roze 50+
De Jos Brink Oeuvre Prijs werd uitgereikt aan de Stichting Roze 50+ die opkomt voor de belangen en het welzijn van roze ouderen. 

### Innovatieprijs: Paul van Dorst
De Jos Brink Innovatie Prijs ging naar Paul van Dorst, oprichter en voorzitter van de Roze Kameraden, een lhbti-supportersclub van de Rotterdamse voetbalclub Feyenoord.